# 48785 Піттер
48785 Піттер (48785 Pitter) — астероїд головного поясу, відкритий 23 вересня 1997 року.
Тіссеранів параметр щодо Юпітера — 3,247.
Названо на честь чеського мецената і пацифіста Пржемисла Піттера (чеськ. Přemysl Pitter, 1895-1976)